# Поморяни (гміна)
Гміна Поморяни  (пол. Gmina Pomorzany) — колишня сільська гміна у Зборівському повіті Тернопільського воєводства Другої Речі Посполитої. Адміністративним центром гміни було місто Поморяни, проте воно не входило до складу гміни і утворювало окрему міську гміну.
Гміна утворена 1 серпня 1934 року на підставі нового закону про самоуправління (23 березня 1933 року).
Площа гміни — 153,66 км².
Кількість житлових будинків — 1237.
Кількість мешканців — 6918.
Гміну створено на основі попередніх гмін: Богутин, Бібщани, Годів, Махнівці, Кальне, Розгадів, Торгів, Жабиня.